# De Bauer
De Bauer is een sinds 1879 Oostenrijks adellijk geslacht waarvan leden sinds 1884 tot de Belgische adel behoren; het geslacht stierf in 2008 uit

## Geschiedenis
Op  11 oktober 1879 werd Raphael Bauer (1843-1916), consul van Oostenrijk-Hongarije te Brussel, door keizer Frans Jozef I van Oostenrijk in de adelstand verheven met de titel van ridder overgaande op al zijn mannelijke afstammelingen. Op 6 mei 1884 volgde zijn grote naturalisatie tot Belg en op 20 april 1885 werd hij opgenomen in de Belgische adel, eveneens met de titel van ridder overgaande op al zijn mannelijke afstammelingen. In 2008 stierf dit Belgische adelsgeslacht uit.

### Wapenbeschrijvingen
- 1879: Ein gevierter Schild, in dem oberen rechten sowie im unteren linken, von Schwarz und Gold längs getheilten Felde ein vorwärts wachsender junger Mann in einem durch einen Gürtel geschlossenen Leibrock, mit einem breitkrämpigen Hute auf seinen blondlockigen Haaren, Rock und Hut in gewechselten Tinkturen, in der erhobenen Rechten eine goldene Sichel haltend und die Linke in die Hüfte stemmend, in dem oberen linken gleich wie im unteren rechten Felde ein hervorbrechender schwarzer roth bezungter Adler. Auf dem Hauptrande des Schildes ruhen zwei gekrönte Turnierhelme, von welchen schwarze mit Gold unterlegte Decken herabhängen. Aus der rechtseitigen Helmkrone wächst ein dem im Schilde vorkommenden ähnlicher beladener Mann, und aus der linksseitigen ein schwarzer roth bezungter Adler hervor. Unterhalb verbreitet sich ein goldenes Band mit der Devise: 'Intergre et prudenter' in schwarzer Lapidarschrift.
- 1885: Écartelé, au premier et quatrième, parti de sable et d'or, au jeune homme issant, à la chevelure blonde, habillé, ceint et coiffé d'un chapeau, le tout de l'un dans l'autre, tenant une faucille d'or de la main dextre levée, et ayant la senestre appuyée sur la hanche, au deuxième et troisième, d'or, à la demiaigle de sable, languée de gueules, mouvante du trait de l'écartelure. L'écu surmonté de deux heaumes affrontés d'argent, grillés, colletés et couronnés d'or, doublés de gueules, aux lambrequins d'or et de sable. Cimiers: à dextre le jeune homme de l'écu, et à senestre une aigle de sable, languée de gueules, issante. Devise: 'Integre et prudenter' de sable, sur un listel d'or.

## Enkele telgen
Raphaël ridder de Bauer (1843-1916), consul van Oostenrijk-Hongarije te Brussel
- Robert ridder de Bauer (1876-1964)
  - Guy ridder de Bauer (1907-1944), gesneuveld tijdens de Tweede Wereldoorlog
  - Jkvr. Odette de Bauer (1911-2008), laatste telg van het Belgische adelsgeslacht